# Puszcza Niepołomice w sezonie 2024/2025
Ten artykuł dotyczy trwającego lub niedawnego wydarzenia sportowego. Informacje w nim zamieszczone mogą się zmienić lub zdezaktualizować wraz z postępem zdarzenia. Początkowe doniesienia, wyniki lub statystyki mogą być niepewne. Ostatnie aktualizacje do tego artykułu mogą nie odzwierciedlać najbardziej aktualnych informacji.
Puszcza Niepołomice w sezonie 2024/2025

## Skład
Stan na 6 marca 2025
| Nr | Poz. | Piłkarz                 |
| -- | ---- | ----------------------- |
| 1  | BR   | Kewin Komar             |
| 3  | OB   | Roman Jakuba            |
| 4  | OB   | Dawid Szymonowicz       |
| 5  | OB   | Konrad Stępień          |
| 6  | PO   | Jani Atanasow           |
| 7  | PO   | Antoni Klimek           |
| 8  | PO   | Piotr Mroziński         |
| 9  | NA   | Artur Siemaszko         |
| 10 | PO   | Hubert Tomalski         |
| 11 | PO   | Mateusz Cholewiak       |
| 12 | PO   | Mateusz Stępień         |
| 14 | PO   | Jakub Serafin (kapitan) |
| 17 | NA   | Mateusz Radecki         |

| Nr | Poz. | Piłkarz            |
| -- | ---- | ------------------ |
| 18 | OB   | Michal Sipľak      |
| 19 | PO   | Jakub Stec         |
| 22 | OB   | Artur Crăciun      |
| 24 | PO   | Jakov Blagaić      |
| 27 | OB   | Łukasz Sołowiej    |
| 28 | PO   | Igor Pieprzyca     |
| 31 | BR   | Michał Perchel     |
| 33 | OB   | Dawid Abramowicz   |
| 35 | NA   | Michalis Kosidis   |
| 45 | NA   | Rok Kidrič         |
| 63 | NA   | Herman Barkouski   |
| 67 | OB   | Ioan-Călin Revenco |
| 88 | PO   | Gieorgij Żukow     |

### Przybyli
| Data transferu   | Pozycja | Numer | Piłkarz             | Z klubu                      | Rodzaj transferu     | Źródło        |
| ---------------- | ------- | ----- | ------------------- | ---------------------------- | -------------------- | ------------- |
| 28 maja 2024     | NA      | 24    | Muris Mešanović     | Dukla Praga                  | koniec wypożyczenia  | [ 2 ]         |
| 31 maja 2024     | OB      | 3     | Roman Jakuba        | Valmiera FC                  | transfer definitywny | [ 3 ]         |
| 21 czerwca 2024  | OB      | 18    | Michal Sipľak       | Puszcza Niepołomice          | wolny transfer       | [ 4 ]         |
| 21 czerwca 2024  | BR      | 31    | Michał Perchel      | Karpaty Krosno               | wolny transfer       | [ 5 ]         |
| 30 czerwca 2024  | NA      | 30    | Adam Kramarz        | KSZO Ostrowiec Świętokrzyski | koniec wypożyczenia  | [ 6 ]         |
| 30 czerwca 2024  | PO      | 37    | Szymon Jopek        | Polonia Bytom                | koniec wypożyczenia  | [ 7 ]         |
| 30 czerwca 2024  | OB      | 24    | Jędrzej Strózik     | Wiślanie Jaśkowice           | koniec wypożyczenia  | [ 8 ]         |
| 30 czerwca 2024  | NA      | 2     | Monsuru Adisa       | Wiślanie Jaśkowice           | koniec wypożyczenia  | [ 9 ]         |
| 1 lipca 2024     | OB      | 33    | Dawid Abramowicz    | Radomiak Radom               | transfer definitywny | [ 10 ] [ 11 ] |
| 1 lipca 2024     | OB      | 4     | Dawid Szymonowicz   | Warta Poznań                 | wolny transfer       | [ 12 ] [ 13 ] |
| 1 lipca 2024     | NA      | 17    | Mateusz Radecki     | GKS Tychy                    |                      | [ 14 ]        |
| 1 lipca 2024     | OB      | 23    | Patryk Kieliś       | Hutnik Kraków                | wolny transfer       | [ 15 ] [ 16 ] |
| 1 lipca 2024     | NA      | 21    | Lucjan Klisiewicz   | Stal Stalowa Wola            | koniec wypożyczenia  | [ 17 ]        |
| 1 lipca 2024     | PO      | 44    | Dominik Frelek      | Olimpia Grudziądz            | koniec wypożyczenia  | [ 18 ]        |
| 1 lipca 2024     | PO      | 44    | Kacper Cichoń       | Olimpia Grudziądz            | koniec wypożyczenia  | [ 19 ]        |
| 1 lipca 2024     | BR      | 99    | Kacper Piechota     | KS Wiązownica                | koniec wypożyczenia  | [ 20 ] [ 21 ] |
| 1 lipca 2024     | PO      | 80    | Jakub Wójcik        | Czarni Połaniec              | koniec wypożyczenia  | [ 22 ]        |
| 1 lipca 2024     | OB      | 15    | Piotr Gruszecki     | Watra Białka                 | koniec wypożyczenia  | [ 23 ]        |
| 1 lipca 2024     | BR      | 23    | Filip Uryga         | LKS Czaniec                  | koniec wypożyczenia  | [ 24 ]        |
| 4 lipca 2024     | PO      | 24    | Jakov Blagaić       | FK Borac Banja Luka          | transfer definitywny | [ 25 ]        |
| 23 lipca 2024    | NA      | 35    | Michalis Kosidis    | AEK Ateny B                  | wypożyczenie         | [ 26 ]        |
| 2 sierpnia 2024  | PO      | 77    | Dawid Kogut         | Ekoball Sanok                | transfer definitywny | [ 27 ] [ 28 ] |
| 30 sierpnia 2024 | NA      | 29    | Krystian Okoniewski | Radomiak Radom               | transfer definitywny | [ 29 ] [ 30 ] |
| 6 września 2024  | PO      | 12    | Mateusz Stępień     | Stal Mielec                  | transfer definitywny | [ 31 ] [ 32 ] |
| 9 stycznia 2025  | PO      | 7     | Antoni Klimek       | Widzew Łódź                  | transfer definitywny | [ 33 ] [ 34 ] |
| 28 stycznia 2025 | NA      | 63    | Herman Barkouski    | Dynama Brześć                | transfer definitywny | [ 35 ]        |
| 31 stycznia 2025 | PO      | 88    | Gieorgij Żukow      | Cangzhou Mighty Lions        | wolny transfer       | [ 36 ]        |
| 10 lutego 2025   | PO      | 19    | Jakub Stec          | Skra Częstochowa             | koniec wypożyczenia  | [ 37 ]        |
| 19 lutego 2025   | PO      | 6     | Jani Atanasow       | Cracovia                     | wypożyczenie         | [ 38 ] [ 39 ] |

### Odeszli
| Data transferu   | Pozycja | Numer | Piłkarz              | Do klubu                     | Rodzaj transferu      | Źródło        |
| ---------------- | ------- | ----- | -------------------- | ---------------------------- | --------------------- | ------------- |
| 28 maja 2024     | NA      | 24    | Muris Mešanović      | Dukla Praga                  | transfer definitywny  | [ 40 ]        |
| 21 czerwca 2024  | NA      | 25    | Kamil Zapolnik       | Bruk-Bet Termalica Nieciecza | transfer definitywny  | [ 41 ] [ 42 ] |
| 30 czerwca 2024  | OB      | 21    | Michał Koj           | Wieczysta Kraków             | koniec kontraktu      | [ 43 ]        |
| 30 czerwca 2024  | OB      | 4     | Tomasz Wojcinowicz   | Warta Poznań                 | koniec kontraktu      | [ 44 ] [ 45 ] |
| 30 czerwca 2024  | NA      | 17    | Jakub Bartosz        | Odra Opole                   | koniec kontraktu      | [ 46 ] [ 47 ] |
| 30 czerwca 2024  | NA      | 96    | Maciej Firlej        | Warta Poznań                 | koniec kontraktu      | [ 48 ] [ 49 ] |
| 30 czerwca 2024  | NA      | 30    | Adam Kramarz         | Czarni Połaniec              | koniec kontraktu      | [ 50 ] [ 51 ] |
| 30 czerwca 2024  | PO      | 37    | Szymon Jopek         | KS Wiązownica                | koniec kontraktu      | [ 50 ] [ 52 ] |
| 30 czerwca 2024  | OB      | 24    | Jędrzej Strózik      | Cracovia II                  |                       | [ 53 ]        |
| 30 czerwca 2024  | BR      | 23    | Filip Uryga          | LKS Jawiszowice              |                       | [ 54 ]        |
| 30 czerwca 2024  | NA      | 2     | Monsuru Adisa        | Wiślanie Jaśkowice           |                       | [ 9 ]         |
| 30 czerwca 2024  | BR      | 48    | Oliwier Zych         | Aston Villa F.C. U21         | koniec wypożyczenia   | [ 55 ]        |
| 30 czerwca 2024  | NA      | 23    | Jordan Majchrzak     | Legia II Warszawa            | koniec wypożyczenia   | [ 56 ]        |
| 2 lipca 2024     | PO      | 44    | Dominik Frelek       | Olimpia Grudziądz            | transfer definitywny  | [ 57 ]        |
| 2 lipca 2024     | PO      | 80    | Jakub Wójcik         | KS Wiązownica                | wypożyczenie          | [ 58 ]        |
| 8 lipca 2024     | PO      | 93    | Bartłomiej Poczobut  | Polonia Warszawa             | rozwiązanie kontraktu | [ 59 ]        |
| 10 lipca 2024    | BR      | 13    | Krzysztof Wróblewski | Chrobry Głogów               | transfer definitywny  | [ 60 ] [ 61 ] |
| 19 lipca 2024    | PO      | 44    | Kacper Cichoń        | Olimpia Grudziądz            | transfer definitywny  | [ 62 ]        |
| 26 lipca 2024    | PO      | 19    | Jakub Stec           | Skra Częstochowa             | wypożyczenie          | [ 63 ] [ 64 ] |
| 2 sierpnia 2024  | NA      | 21    | Lucjan Klisiewicz    | Podbeskidzie Bielsko-Biała   | transfer definitywny  | [ 65 ] [ 66 ] |
| 6 września 2024  | PO      | 7     | Thiago               | brak klubu                   | rozwiązanie kontraktu | [ 67 ]        |
| 31 grudnia 2024  | PO      | 6     | Lee Jin-hyun         | Ulsan HD FC                  | klauzula odstępnego   | [ 68 ]        |
| 8 stycznia 2025  | PO      | 16    | Michał Walski        | Stal Stalowa Wola            | wypożyczenie          | [ 69 ] [ 70 ] |
| 18 stycznia 2025 | PO      | 70    | Wojciech Hajda       | Miedź Legnica                | klauzula odstępnego   | [ 71 ]        |
| 28 lutego 2025   | PO      | 77    | Dawid Kogut          | KSZO Ostrowiec Świętokrzyski | wypożyczenie          | [ 72 ]        |
| 28 lutego 2025   | PO      | 47    | Adam Sendor          | Watra Białka Tatrzańska      | wypożyczenie          | [ 73 ]        |
| 6 marca 2025     | NA      | 29    | Krystian Okoniewski  | Dainava Olita                | wypożyczenie          | [ 74 ]        |
| 6 marca 2025     | OB      | 23    | Patryk Kieliś        | Hutnik Kraków                | wolny transfer        | [ 75 ] [ 76 ] |

### Sztab szkoleniowy
| Trener pierwszej drużyny | Tomasz Tułacz   |
| ------------------------ | --------------- |
| Asystent trenera         | Mariusz Łuc     |
| Asystent trenera         | Jakub Kula      |
| Asystent trenera         | Roman Borawski  |
| Trener bramkarzy         | Bartłomiej Dydo |
| Fizjoterapeuta           | Szymon Bobowski |
| Fizjoterapeuta           | Kamil Bojar     |
| Kierownik drużyny        | Adrian Kruk     |
| Trener Analityk          | Patryk Brytan   |
| Lekarz                   | Maciej Kłusek   |

Źródło: 

## Mecze towarzyskie
| 22 czerwca 2024        | Ruch Chorzów | 0:1   | Puszcza Niepołomice |                                |
| 11:30 CEST (UTC+02:00) |              | (0:0) | 73' Thiago          | Stadion Ruchu Chorzów, Chorzów |

| 28 czerwca 2024        | Puszcza Niepołomice    | 1:0   | Wisła Kraków |                                                 |
| 10:30 CEST (UTC+02:00) | Zawodnik testowany 78' | (0:0) |              | Wola Chorzelowska Widzów: zamknięty dla kibiców |

| 3 lipca 2024           | Raków Częstochowa                         | 1:1   | Puszcza Niepołomice | |
| 11:00 CEST (UTC+02:00) | Walczak 56'                               | (0:1) | 3' Cholewiak        | Boisko Hotel Arłamów, Jamna Górna Widzów: bez udziału publiczności Sędzia: Sebastian Krasny (Kraków) |
| 11:00 CEST (UTC+02:00) | Crăciun · Abramowicz · K. Stępień · Hajda | (0:1) | Amorim              | Boisko Hotel Arłamów, Jamna Górna Widzów: bez udziału publiczności Sędzia: Sebastian Krasny (Kraków) |

| 6 lipca 2024           | Puszcza Niepołomice | 1:1   | Polonia Bytom |                              |
| 11:00 CEST (UTC+02:00) | Siemaszko 71'       | (0:1) | 33' Gajda     | Stadion Miejski, Niepołomice |

| 9 lipca 2024           | Puszcza Niepołomice    | 0:0   | ŁKS Łódź |                   |
| 11:30 CEST (UTC+02:00) |                        | (0:0) |          | Wola Chorzelowska |
| 11:30 CEST (UTC+02:00) | Hajda 62' · Walski 81' | (0:0) |          | Wola Chorzelowska |

| 12 lipca 2024          | Bruk-Bet Termalica Nieciecza | 1:1   | Puszcza Niepołomice |                             |
| 11:00 CEST (UTC+02:00) | Trubeha 7'                   | (1:1) | 40' Stępień         | Stadion Sportowy, Nieciecza |

| 12 lipca 2024          | Puszcza Niepołomice            | 2:1   | Podhale Nowy Targ      |                             |
| 15:00 CEST (UTC+02:00) | Klisiewicz 10' · Mroziński 15' | (2:1) | 45' Zawodnik testowany | Stadion Sportowy, Nieciecza |

| 6 września 2024 | Górnik Zabrze                                             | 4:2   | Puszcza Niepołomice        |        |
|                 | Olkowski 17' · Zahovič 64' · Hellebrand 68' · Tobolik 77' | (1:2) | 36' Mroziński · 43' Walski | Zabrze |

| 15 października 2024   | Cosmos Nowotaniec | 3:4 | Puszcza Niepołomice                       |                            |
| 18:00 CEST (UTC+02:00) | Pchakadze · Perea |     | Radecki · Okoniewski · Tomalski · Kosidis | Hotel Arłamów, Jamna Górna |

| 18 listopada 2024     | Puszcza Niepołomice                                                     | 6:2   | Unia Turza Śląska                     |                              |
| 18:00 CET (UTC+01:00) | Jin-hyun 2', 7' · Kosidis 15' · 32' (sam.) · Sołowiej 65' · Radecki 67' | (4:0) | 72' Zawodnik testowany · 88' Musiolik | Stadion Miejski, Niepołomice |

| 10 stycznia 2025      | Cracovia                         | 2:3   | Puszcza Niepołomice                       |                                                                             |
| 11:00 CET (UTC+01:00) | Maigaard 5' · Sokołowski 90' (k) | (1:3) | 14' Radecki · 17' Siemaszko · 40' Serafin | Cracovia Training Center, Rączna Widzów: 100 Sędzia: Tomasz Musiał (Kraków) |

| 10 stycznia 2025      | Puszcza Niepołomice                             | 3:1   | MFK Stará Ľubovňa |                                    |
| 14:30 CET (UTC+01:00) | Bielka 25' (k) · Augustyniak 34' · Tomalski 67' | (2:0) | Kousal            | Miejskie Centrum Sportu, Staniątki |

| 14 stycznia 2025      | Puszcza Niepołomice          | 1:2   | FK IMT                  |                                              |
| 13:35 TRT (UTC+03:00) | Kosidis 9'                   | (1:1) | 37' Court · 55' Radocaj | Arslan Zeki Demirci Sports Complex, Manavgat |
| 13:35 TRT (UTC+03:00) | Stępień · Hajda · Okoniewski | (1:1) |                         | Arslan Zeki Demirci Sports Complex, Manavgat |

| 17 stycznia 2025 | FC Suhareka | 0:0 Transmisja | Puszcza Niepołomice |                                         |
| 14:00            |             | (0:0)          |                     | Fanatic Tour Belek Sport Center, Kumköy |

| 21 stycznia 2025 | Bohemians Praga 1905   | 2:0 Transmisja | Puszcza Niepołomice |                              |
| 12:45            | Křapka 76' · Helal 79' | (0:0)          |                     | Hotel Kamelya Fulya, Çolaklı |
| 12:45            | Vala 27' · Vondra 58'  | (0:0)          |                     | Hotel Kamelya Fulya, Çolaklı |

| 25 stycznia 2025 | Radomiak Radom | 1:1   | Puszcza Niepołomice |                                              |
| 13:30            | Barbosa 33'    | (1:0) | 53' Kossídis        | Centrum Sportowo-Szkoleniowe Radomiak, Radom |

| 26 stycznia 2025      | Puszcza Niepołomice | 1:0   | JKS 1909 Jarosław |                                  |
| 12:00 CET (UTC+01:00) | Stec 36'            | (1:0) |                   | Gminne Centrum Sportu, Staniątki |

## Rozgrywki

### Ekstraklasa

#### Tabela
| Lp. | Drużyna                 | M  | Z  | R  | P  | B+ | B– | +/– | Pkt | Kwalifikacja lub spadek |
| --- | ----------------------- | -- | -- | -- | -- | -- | -- | --- | --- | ----------------------- |
| 14  | Lechia Gdańsk           | 34 | 10 | 7  | 17 | 44 | 59 | −15 | 37  |                         |
| 15  | Zagłębie Lubin          | 34 | 10 | 6  | 18 | 33 | 51 | −18 | 36  |                         |
| 16  | Stal Mielec (S)         | 34 | 7  | 10 | 17 | 39 | 56 | −17 | 31  | Spadek do I ligi        |
| 17  | Śląsk Wrocław (S)       | 34 | 6  | 12 | 16 | 38 | 53 | −15 | 30  | Spadek do I ligi        |
| 18  | Puszcza Niepołomice (S) | 34 | 6  | 10 | 18 | 37 | 63 | −26 | 28  | Spadek do I ligi        |

#### Miejsca po danych kolejkach
| Drużyna \ Kolejka | 1                   | 2  | 3  | 4  | 5  | 6  | 7  | 8  | 9  | 10 | 11 | 12 | 13 | 14 | 15 | 16 | 17 | 18 | 19 | 20 | 21 | 22 | 23 | 24 | 25 | 26 | 27 | 28 | 29 | 30 | 31 | 32 | 33 | 34 |    |
| ----------------- | ------------------- | -- | -- | -- | -- | -- | -- | -- | -- | -- | -- | -- | -- | -- | -- | -- | -- | -- | -- | -- | -- | -- | -- | -- | -- | -- | -- | -- | -- | -- | -- | -- | -- | -- | -- |
| Drużyna \ Kolejka | Puszcza Niepołomice | 14 | 12 | 16 | 16 | 13 | 11 | 12 | 12 | 14 | 16 | 17 | 17 | 18 | 16 | 17 | 16 | 14 | 14 | 14 | 16 | 17 | 16 | 16 | 16 | 14 | 14 | 15 | 16 | 15 | 16 | 17 | 18 | 18 | 18 |

Uwaga: Linia pionowa oznacza zimową przerwę w rozgrywkach.

#### Mecze
| Ekstraklasa 119 lipca 2024 | Jagiellonia Białystok                                | 2:0   | Puszcza Niepołomice                        |                                                                          |
| 18:00 CEST (UTC+02:00)     | Nené 78' · Diaby-Fadiga 90+8'                        | (0:0) |                                            | Stadion Miejski, Białystok Widzów: 17 157 Sędzia: Damian Kos (Wejherowo) |
| 18:00 CEST (UTC+02:00)     | Skrzypczak 55' · Diaby-Fadiga 87' · Abramowicz 90+5' | (0:0) | 41' Abramowicz · 76' Crăciun · 83' Stępień | Stadion Miejski, Białystok Widzów: 17 157 Sędzia: Damian Kos (Wejherowo) |

| Ekstraklasa 226 lipca 2024 | Puszcza Niepołomice       | 2:2   | Górnik Zabrze                | |
| 18:00 CEST (UTC+02:00)     | Kosidis 52' · Serafin 60' | (0:1) | 11' Manu Sánchez · 56' Rasak | Stadion Cracovii im. Józefa Piłsudskiego, Kraków Widzów: 2 620 Sędzia: Daniel Stefański (Bydgoszcz) |
| 18:00 CEST (UTC+02:00)     | Stępień 70'               | (0:1) | 50' Zielonka · 50' Podolski  | Stadion Cracovii im. Józefa Piłsudskiego, Kraków Widzów: 2 620 Sędzia: Daniel Stefański (Bydgoszcz) |

| Ekstraklasa 32 sierpnia 2024 | Zagłębie Lubin                     | 1:0   | Puszcza Niepołomice         |                                                                         |
| 18:00 CEST (UTC+02:00)       | Orlikowski 53'                     | (0:0) |                             | Stadion Miejski, Lubin Widzów: 3 876 Sędzia: Patryk Gryckiewicz (Toruń) |
| 18:00 CEST (UTC+02:00)       | Hładun 40' · Mróz 84' · Sejk 90+2' | (0:0) | 18' Cholewiak · 56' Blagaić | Stadion Miejski, Lubin Widzów: 3 876 Sędzia: Patryk Gryckiewicz (Toruń) |

| Ekstraklasa 411 sierpnia 2024 | Puszcza Niepołomice           | 2:2   | Legia Warszawa             |                                                                                           |
| 17:30 CEST (UTC+02:00)        | Crăciun 17' (k) · Blagaić 41' | (2:2) | 14' Morishita · 22' Kramer | Stadion Cracovii im. Józefa Piłsudskiego, Kraków Widzów: 3 495 Sędzia: Paweł Malec (Łódź) |
| 17:30 CEST (UTC+02:00)        | Blagaić 32' · Sipľak 40'      | (2:2) | 84' Augustyniak            | Stadion Cracovii im. Józefa Piłsudskiego, Kraków Widzów: 3 495 Sędzia: Paweł Malec (Łódź) |

| Ekstraklasa 516 sierpnia 2024 | Puszcza Niepołomice                        | 4:1   | Lechia Gdańsk |                                                                                                |
| 18:00 CEST (UTC+02:00)        | Stępień 2' · Kosidis 33' · Jakuba 78', 87' | (2:0) | 89' Mena      | Stadion Cracovii im. Józefa Piłsudskiego, Kraków Widzów: 1 669 Sędzia: Marcin Kochanek (Opole) |
| 18:00 CEST (UTC+02:00)        | Blagaić 45+1' · Jakuba 90+3'               | (2:0) | 80' Pllana    | Stadion Cracovii im. Józefa Piłsudskiego, Kraków Widzów: 1 669 Sędzia: Marcin Kochanek (Opole) |

| Ekstraklasa 624 sierpnia 2024 | Motor Lublin | 0:0   | Puszcza Niepołomice                              |                                                                      |
| 14:45 CEST (UTC+02:00)        |              | (0:0) |                                                  | Arena Lublin, Lublin Widzów: 10 993 Sędzia: Łukasz Kuźma (Białystok) |
| 14:45 CEST (UTC+02:00)        | Najemski 67' | (0:0) | 45+4' Szymonowicz · 67' Abramowicz · 81' Serafin | Arena Lublin, Lublin Widzów: 10 993 Sędzia: Łukasz Kuźma (Białystok) |

| Ekstraklasa 731 sierpnia 2024 | Puszcza Niepołomice | 0:0   | Korona Kielce                    | |
| 14:45 CEST (UTC+02:00)        |                     | (0:0) |                                  | Stadion Cracovii im. Józefa Piłsudskiego, Kraków Widzów: 2 411 Sędzia: Damian Sylwestrzak (Wrocław) |
| 14:45 CEST (UTC+02:00)        | Jin-hyun 33'        | (0:0) | 77' Hofmeister · 90+2' Nagamatsu | Stadion Cracovii im. Józefa Piłsudskiego, Kraków Widzów: 2 411 Sędzia: Damian Sylwestrzak (Wrocław) |

| Ekstraklasa 815 września 2024 | Piast Gliwice   | 1:1   | Puszcza Niepołomice         |                                                                              |
| 12:15 CEST (UTC+02:00)        | Chrapek 71' (k) | (0:0) | 66' Mroziński               | Stadion Miejski, Gliwice Widzów: 5 779 Sędzia: Tomasz Kwiatkowski (Warszawa) |
| 12:15 CEST (UTC+02:00)        | Kądzior 50'     | (0:0) | 2' Jin-hyun · 10' Mroziński | Stadion Miejski, Gliwice Widzów: 5 779 Sędzia: Tomasz Kwiatkowski (Warszawa) |

| Ekstraklasa 921 września 2024 | Puszcza Niepołomice                                                                                      | 1:2   | Cracovia                                           |                                                                                                  |
| 12:15 CEST (UTC+02:00)        | Kosidis 6'                                                                                               | (1:1) | 15' Ghiță · 67' Kakabadze                          | Stadion Cracovii im. Józefa Piłsudskiego, Kraków Widzów: 4 095 Sędzia: Sebastian Krasny (Kraków) |
| 12:15 CEST (UTC+02:00)        | Kosidis 2' · Stępień 6' · Cholewiak 18' · Abramowicz 45+1' · Crăciun 47', 78' · Revenco 56' · Jakuba 75' | (1:1) | 47' Rózga · 62' Kakabadze · 76' Rakoczy · 81' Glik | Stadion Cracovii im. Józefa Piłsudskiego, Kraków Widzów: 4 095 Sędzia: Sebastian Krasny (Kraków) |

| Ekstraklasa 1028 września 2024 | Raków Częstochowa                      | 2:0   | Puszcza Niepołomice                     |                                                                                           |
| 14:45 CEST (UTC+02:00)         | Silva 32' · López 38'                  | (2:0) |                                         | Miejski Stadion Piłkarski Raków, Częstochowa Widzów: 5 211 Sędzia: Damian Kos (Wejherowo) |
| 14:45 CEST (UTC+02:00)         | López 14' · Koczerhin 51' · Brunes 72' | (2:0) | 18' Serafin · 54' Hajda · 86' Mroziński | Miejski Stadion Piłkarski Raków, Częstochowa Widzów: 5 211 Sędzia: Damian Kos (Wejherowo) |

| Ekstraklasa 114 października 2024 | Puszcza Niepołomice | 0:6   | GKS Katowice                                                                            |                                                                                              |
| 18:00 CEST (UTC+02:00)            |                     | (0:2) | 31' Kowalczyk · 41' Bergier · 57' Repka · 73' (k) Jędrych · 77' (k) Nowak · 86' Antczak | Stadion Cracovii im. Józefa Piłsudskiego, Kraków Widzów: 1 609 Sędzia: Karol Arys (Szczecin) |
| 18:00 CEST (UTC+02:00)            | 68' Klemenz         | (0:2) |                                                                                         | Stadion Cracovii im. Józefa Piłsudskiego, Kraków Widzów: 1 609 Sędzia: Karol Arys (Szczecin) |

| Ekstraklasa 1221 października 2024 | Radomiak Radom              | 2:0   | Puszcza Niepołomice |                                                                             |
| 19:00 CEST (UTC+02:00)             | Rocha 51' (k) · Grzesik 66' | (0:0) |                     | Stadion im. Braci Czachorów, Radom Widzów: 6 378 Sędzia: Paweł Malec (Łódź) |
| 19:00 CEST (UTC+02:00)             | Peglow 9' · Kaput 45+2'     | (0:0) | 81' Szymonowicz     | Stadion im. Braci Czachorów, Radom Widzów: 6 378 Sędzia: Paweł Malec (Łódź) |

| Ekstraklasa 1325 października 2024 | Pogoń Szczecin                | 2:1   | Puszcza Niepołomice          | |
| 20:30 CEST (UTC+02:00)             | Kuluris 36' · Wahlqvist 82'   | (1:0) | 71' Kosidis                  | Stadion Miejski im. Floriana Krygiera, Szczecin Widzów: 17 454 Sędzia: Jarosław Przybył (Kluczbork) |
| 20:30 CEST (UTC+02:00)             | Gamboa 64' · Korczakowski 86' | (1:0) | 21' Jakuba · 90+1' Siemaszko | Stadion Miejski im. Floriana Krygiera, Szczecin Widzów: 17 454 Sędzia: Jarosław Przybył (Kluczbork) |

| Ekstraklasa 142 listopada 2024 | Puszcza Niepołomice                                                                           | 2:0   | Lech Poznań            | |
| 20:15 CET (UTC+01:00)          | Szymonowicz 33' · Kosidis 44'                                                                 | (2:0) |                        | Stadion Cracovii im. Józefa Piłsudskiego, Kraków Widzów: 2 266 Sędzia: Paweł Raczkowski (Warszawa) |
| 20:15 CET (UTC+01:00)          | Szymonowicz 36' · Sołowiej 40' · Abramowicz 45+4' · Serafin 71' · Hajda 78' · Siemaszko 90+2' | (2:0) | 23' Gurgul · 59' Sousa | Stadion Cracovii im. Józefa Piłsudskiego, Kraków Widzów: 2 266 Sędzia: Paweł Raczkowski (Warszawa) |

| Ekstraklasa 1510 listopada 2024 | Stal Mielec      | 2:0   | Puszcza Niepołomice      | |
| 12:15 CET (UTC+01:00)           | Szkuryn 67', 74' | (0:0) |                          | Stadion Miejskiego Ośrodka Sportu i Rekreacji, Mielec Widzów: 3 832 Sędzia: Marcin Kochanek (Opole) |
| 12:15 CET (UTC+01:00)           | Esselink 27'     | (0:0) | 20' Jakuba · 57' Crăciun | Stadion Miejskiego Ośrodka Sportu i Rekreacji, Mielec Widzów: 3 832 Sędzia: Marcin Kochanek (Opole) |

| Ekstraklasa 1625 listopada 2024 | Puszcza Niepołomice                | 2:0   | Widzew Łódź                             | |
| 19:00 CET (UTC+01:00)           | Abramowicz 19' · Kosidis 45+3' (k) | (2:0) |                                         | Stadion Cracovii im. Józefa Piłsudskiego, Kraków Widzów: 1 243 Sędzia: Marcin Szczerbowicz (Olsztyn) |
| 19:00 CET (UTC+01:00)           | Serafin 65' · Sołowiej 88'         | (2:0) | 45', 69' Żyro · 73' Álvarez · 74' Shehu | Stadion Cracovii im. Józefa Piłsudskiego, Kraków Widzów: 1 243 Sędzia: Marcin Szczerbowicz (Olsztyn) |

| Ekstraklasa 1730 listopada 2024 | Śląsk Wrocław                                      | 0:1   | Puszcza Niepołomice                                    |                                                                      |
| 14:45 CET (UTC+01:00)           |                                                    | (0:0) | 66' Cholewiak                                          | Tarczyński Arena, Wrocław Widzów: 11 727 Sędzia: Piotr Lasyk (Bytom) |
| 14:45 CET (UTC+01:00)           | Ortiz 27' · Băluță 42' · Schwarz 65' · Macenko 83' | (0:0) | 18' Hajda · 57' Stępień · 74' Abramowicz · 90+5' Komar | Tarczyński Arena, Wrocław Widzów: 11 727 Sędzia: Piotr Lasyk (Bytom) |

| Ekstraklasa 188 grudnia 2024 | Puszcza Niepołomice | 1:1   | Jagiellonia Białystok | |
| 14:45 CET (UTC+01:00)        | Cholewiak 38'       | (1:0) | 64' Nené              | Stadion Cracovii im. Józefa Piłsudskiego, Kraków Widzów: 2 124 Sędzia: Damian Sylwestrzak (Wrocław) |
| 14:45 CET (UTC+01:00)        | Kosidis 80'         | (1:0) | 6' Romanczuk          | Stadion Cracovii im. Józefa Piłsudskiego, Kraków Widzów: 2 124 Sędzia: Damian Sylwestrzak (Wrocław) |

| Ekstraklasa 192 lutego 2025 | Górnik Zabrze | 1:1   | Puszcza Niepołomice |                                                                             |
| 12:15 CET (UTC+01:00)       | Zahovič 37'   | (1:0) | 86' Stępień         | Stadion im. Ernesta Pohla, Zabrze Widzów: 14 836 Sędzia: Paweł Malec (Łódź) |
| 12:15 CET (UTC+01:00)       | Josema 90'    | (1:0) | 89' Barkouski       | Stadion im. Ernesta Pohla, Zabrze Widzów: 14 836 Sędzia: Paweł Malec (Łódź) |

| Ekstraklasa 2010 lutego 2025 | Puszcza Niepołomice           | 1:2   | Zagłębie Lubin             |                                                                                                   |
| 20:00 CET (UTC+01:00)        | Kosidis 45'                   | (1:0) | 47', 56' Kurminowski       | Stadion Cracovii im. Józefa Piłsudskiego, Kraków Widzów: 1 395 Sędzia: Patryk Gryckiewicz (Toruń) |
| 20:00 CET (UTC+01:00)        | Barkouski 55' · Radecki 90+4' | (1:0) | 33' Jach · 90+5' Dąbrowski | Stadion Cracovii im. Józefa Piłsudskiego, Kraków Widzów: 1 395 Sędzia: Patryk Gryckiewicz (Toruń) |

| Ekstraklasa 2115 lutego 2025 | Legia Warszawa             | 2:0   | Puszcza Niepołomice                                 | |
| 20:15 CET (UTC+01:00)        | Kapustka 15' · Kapuadi 35' | (2:0) |                                                     | Stadion Miejski im. Marszałka Józefa Piłsudskiego, Warszawa Widzów: 18 406 Sędzia: Wojciech Myć (Lublin) |
| 20:15 CET (UTC+01:00)        | Wszołek 86'                | (2:0) | 34' Stępień · 58' Crăciun · 86' Kosidis · 87' Żukow | Stadion Miejski im. Marszałka Józefa Piłsudskiego, Warszawa Widzów: 18 406 Sędzia: Wojciech Myć (Lublin) |

| Ekstraklasa 2223 lutego 2025 | Lechia Gdańsk          | 0:2   | Puszcza Niepołomice                       |                                                                                      |
| 12:15 CET (UTC+01:00)        |                        | (0:1) | 18' Mroziński · 61' (k) Crăciun           | Polsat Plus Arena Gdańsk, Gdańsk Widzów: 9 139 Sędzia: Tomasz Kwiatkowski (Warszawa) |
| 12:15 CET (UTC+01:00)        | Olsson 26' · Kapić 32' | (0:1) | 14' Mroziński · 30' Crăciun · 47' Revenco | Polsat Plus Arena Gdańsk, Gdańsk Widzów: 9 139 Sędzia: Tomasz Kwiatkowski (Warszawa) |

| Ekstraklasa 232 marca 2025 | Puszcza Niepołomice                                                                 | 0:1   | Motor Lublin                                                    |                                                                            |
| 12:15 CET (UTC+01:00)      |                                                                                     | (0:1) | 29' Najemski                                                    | Stadion Miejski, Niepołomice Widzów: 2 000 Sędzia: Marcin Kochanek (Opole) |
| 12:15 CET (UTC+01:00)      | Abramowicz 10' · Żukow 34' · Mroziński 50' · Crăciun 88' · Szymonowicz 90+9', 90+9' | (0:1) | 15' Najemski · 73' Matthys · 75' Scalet · 86' Bartoš · 88' Mráz | Stadion Miejski, Niepołomice Widzów: 2 000 Sędzia: Marcin Kochanek (Opole) |

| Ekstraklasa 247 marca 2025 | Korona Kielce                | 2:1   | Puszcza Niepołomice                                   |                                                              |
| 18:00 CET (UTC+01:00)      | Fornalczyk 44' · Remacle 80' | (1:1) | 17' (k) Crăciun                                       | Exbud Arena, Kielce Widzów: 9 996 Sędzia: Paweł Malec (Łódź) |
| 18:00 CET (UTC+01:00)      | Zwoźny 13' · Godinho 90+3'   | (1:1) | 41' Serafin · 48' Revenco · 61' Stępień · 82' Crăciun | Exbud Arena, Kielce Widzów: 9 996 Sędzia: Paweł Malec (Łódź) |

| Ekstraklasa 2516 marca 2025 | Puszcza Niepołomice       | 2:1   | Piast Gliwice             |                                                                                  |
| 12:15 CET (UTC+01:00)       | Crăciun 16' (k), 61' (k)  | (1:0) | 54' Szczepański           | Stadion Miejski, Niepołomice Widzów: 2 000 Sędzia: Marcin Szczerbowicz (Olsztyn) |
| 12:15 CET (UTC+01:00)       | Atanasow 66' · Sipľak 89' | (1:0) | 22' Zedadka · 79' Dziczek | Stadion Miejski, Niepołomice Widzów: 2 000 Sędzia: Marcin Szczerbowicz (Olsztyn) |

| Ekstraklasa 2629 marca 2025 | Cracovia                                    | 3:1   | Puszcza Niepołomice |                                                                                                   |
| 14:45 CET (UTC+01:00)       | Kakabadze 44' · Källman 45+4' · Minczew 50' | (2:1) | 16' Kosidis         | Stadion Cracovii im. Józefa Piłsudskiego, Kraków Widzów: 11 530 Sędzia: Sebastian Krasny (Kraków) |
| 14:45 CET (UTC+01:00)       | Minczew 17' · Källman 39' · Śmiglewski 80'  | (2:1) | 28', 90+2' Serafin  | Stadion Cracovii im. Józefa Piłsudskiego, Kraków Widzów: 11 530 Sędzia: Sebastian Krasny (Kraków) |

| Ekstraklasa 277 kwietnia 2025 | Puszcza Niepołomice                          | 1:1   | Raków Częstochowa |                                                                                 |
| 19:00 CEST (UTC+02:00)        | Barkouski 90+4'                              | (0:1) | 28' López         | Stadion Miejski, Niepołomice Widzów: 2 000 Sędzia: Jarosław Przybył (Kluczbork) |
| 19:00 CEST (UTC+02:00)        | Szymonowicz 37' · Jakuba 44' · Barkouski 68' | (0:1) | 7' Swarnas        | Stadion Miejski, Niepołomice Widzów: 2 000 Sędzia: Jarosław Przybył (Kluczbork) |

| Ekstraklasa 2812 kwietnia 2025 | GKS Katowice                           | 3:1   | Puszcza Niepołomice |                                                                            |
| 14:45 CEST (UTC+02:00)         | Bergier 59', 80' · Sipľak 90+4' (sam.) | (0:1) | 10' Barkouski       | Stadion Miejski, Katowice Widzów: 12 132 Sędzia: Piotr Rzucidło (Warszawa) |
| 14:45 CEST (UTC+02:00)         | 25' Crăciun                            | (0:1) |                     | Stadion Miejski, Katowice Widzów: 12 132 Sędzia: Piotr Rzucidło (Warszawa) |

| Ekstraklasa 2921 kwietnia 2025 | Puszcza Niepołomice                                        | 2:2   | Radomiak Radom                     |                                                                                  |
| 12:15 CEST (UTC+02:00)         | Klimek 85' · Jakuba 90+1'                                  | (0:0) | 69' Pestka · 86' Kaput             | Stadion Miejski, Niepołomice Widzów: 2 000 Sędzia: Tomasz Kwiatkowski (Warszawa) |
| 12:15 CEST (UTC+02:00)         | Abramowicz 8' · Serafin 35' · Atanasow 44' · Mroziński 83' | (0:0) | 44' Wolski · 51' Donis · 59' Kaput | Stadion Miejski, Niepołomice Widzów: 2 000 Sędzia: Tomasz Kwiatkowski (Warszawa) |

| Ekstraklasa 3025 kwietnia 2025 | Puszcza Niepołomice                               | 4:5   | Pogoń Szczecin                                     |                                                                             |
| 18:00 CEST (UTC+02:00)         | Mroziński 39' · Szymonowicz 46' · Klimek 51', 54' | (1:2) | 5', 45', 60' (k), 90+3' Kuluris · 69' Wędrychowski | Stadion Miejski, Niepołomice Widzów: 1 800 Sędzia: Łukasz Kuźma (Białystok) |
| 18:00 CEST (UTC+02:00)         | Crăciun 12' · Stec 48' · Barkouski 66', 74'       | (1:2) | 33' Lončar · 74' Borges                            | Stadion Miejski, Niepołomice Widzów: 1 800 Sędzia: Łukasz Kuźma (Białystok) |

| Ekstraklasa 313 maja 2025 | Lech Poznań                                                                   | 8:1   | Puszcza Niepołomice |                                                                   |
| 20:15 CEST (UTC+02:00)    | Gholizadeh 3', 14' · Ishak 16', 56' · Sousa 32', 35' · Lisman 64' · Hotić 82' | (5:1) | 21' Atanasow        | Enea Stadion, Poznań Widzów: 25 226 Sędzia: Karol Arys (Szczecin) |

| Ekstraklasa 3212 maja 2025 | Puszcza Niepołomice                     | 2:3   | Stal Mielec                                  |                                                                                  |
| 19:00 CEST (UTC+02:00)     | Barkouski 51' · Wlazło 70' (sam.)       | (0:3) | 5' Guillaumier · 25' Matras · 37' (k) Wlazło | Stadion Miejski, Niepołomice Widzów: 2 000 Sędzia: Tomasz Kwiatkowski (Warszawa) |
| 19:00 CEST (UTC+02:00)     | Stępień 21' · Stec 53' · Abramowicz 56' | (0:3) | 59' Knap                                     | Stadion Miejski, Niepołomice Widzów: 2 000 Sędzia: Tomasz Kwiatkowski (Warszawa) |

| Ekstraklasa 3319 maja 2025 | Widzew Łódź                   | 2:0   | Puszcza Niepołomice       |                                                                           |
| 19:00 CEST (UTC+02:00)     | Tupta 61' · Álvarez 87'       | (0:0) |                           | Stadion Widzewa, Łódź Widzów: 15 879 Sędzia: Grzegorz Kawałko (Wyszowate) |
| 19:00 CEST (UTC+02:00)     | Shehu 45' · Kwiatkowski 90+3' | (0:0) | 44' Sołowiej · 74' Klimek | Stadion Widzewa, Łódź Widzów: 15 879 Sędzia: Grzegorz Kawałko (Wyszowate) |

| Ekstraklasa 3424 maja 2025 | Puszcza Niepołomice        | 1:1   | Śląsk Wrocław  |                                                                           |
| 17:30 CEST (UTC+02:00)     | Sołowiej 26'               | (1:0) | 66' Al Hamlawi | Stadion Miejski, Niepołomice Widzów: 1 983 Sędzia: Damian Kos (Wejherowo) |
| 17:30 CEST (UTC+02:00)     | Stępień 80' · Tomalski 83' | (1:0) | 90' Kurowski   | Stadion Miejski, Niepołomice Widzów: 1 983 Sędzia: Damian Kos (Wejherowo) |

### Puchar Polski
| 1/32 finału 25 września 2024 | Górnik Łęczna | 1:1 k. 9:10         | Puszcza Niepołomice |                                                                                 |
| 19:00 CEST (UTC+02:00)       | Ahmedov 33' | (1:0, 1:1, k. 9:10) | 74' Kosidis | Stadion Górnika Łęczna, Łęczna Widzów: 1 418 Sędzia: Grzegorz Kawałko (Olsztyn) |
| 19:00 CEST (UTC+02:00)       | Deja · de Amo | (1:0, 1:1, k. 9:10) | Hajda · Okoniewski · Serafin · Sipľak                                                                                        | Stadion Górnika Łęczna, Łęczna Widzów: 1 418 Sędzia: Grzegorz Kawałko (Olsztyn) |
| 19:00 CEST (UTC+02:00)       | · Turski · de Amo · Orlik · Barauskas · Warchoł · Ogaga · Ahmedov · Szabaciuk · Roginić · Traoré · Pindroch · Turski | Rzuty karne         | · Crăciun · Sipľak · Jakuba · Kosidis · Jin-hyun · Mroziński · Revenco · Abramowicz · Perchel · Tomalski · Serafin · Crăciun | Stadion Górnika Łęczna, Łęczna Widzów: 1 418 Sędzia: Grzegorz Kawałko (Olsztyn) |

| 1/16 finału 29 października 2024 | Kotwica Kołobrzeg   | 0:1   | Puszcza Niepołomice                                     |                                                                                           |
| 17:00 CET (UTC+01:00)            |                     | (0:0) | 53' Siemaszko                                           | Stadion im. Sebastiana Karpiniuka, Kołobrzeg Widzów: 300 Sędzia: Sylwester Rasmus (Toruń) |
| 17:00 CET (UTC+01:00)            | Jonathan Junior 81' | (0:0) | 35' Radecki · 36' Sołowiej · 41' Tomalski · 54' Kosidis | Stadion im. Sebastiana Karpiniuka, Kołobrzeg Widzów: 300 Sędzia: Sylwester Rasmus (Toruń) |

| 1/8 finału 3 grudnia 2024 | Sandecja Nowy Sącz                                                   | 0:1   | Puszcza Niepołomice            | |
| 12:00 CET (UTC+01:00)     |                                                                      | (0:1) | 9' Cholewiak                   | Stadion im. Ojca Władysława Augustynka, Nowy Sącz Widzów: bez udziału publiczności Sędzia: Sebastian Krasny (Kraków) |
| 12:00 CET (UTC+01:00)     | Pietraszkiewicz 51' · Wolsztyński 66' · Rutkowski 86' · Kolbon 90+4' | (0:1) | 58' Radecki · 90+4' Abramowicz | Stadion im. Ojca Władysława Augustynka, Nowy Sącz Widzów: bez udziału publiczności Sędzia: Sebastian Krasny (Kraków) |

| 1/4 finału 27 lutego 2025 | Polonia Warszawa                                                        | 1:1              | Puszcza Niepołomice              |                                                                             |
| 18:00 CET (UTC+01:00)     | Koton 50'                                                               | (0:0, dogr. 1:2) | 64' Barkouski · 108' Szymonowicz | Stadion Polonii Warszawa, Warszawa Widzów: 2 233 Sędzia: Paweł Malec (Łódź) |
| 18:00 CET (UTC+01:00)     | 33' Stępień · 88' Jakuba · 102' Crăciun · 105' Cholewiak · 114' Blagaić | (0:0, dogr. 1:2) |                                  | Stadion Polonii Warszawa, Warszawa Widzów: 2 233 Sędzia: Paweł Malec (Łódź) |

| Półfinał 1 kwietnia 2025 | Puszcza Niepołomice | 0:3   | Pogoń Szczecin                           |                                                                               |
| 18:30 CEST (UTC+02:00)   |                     | (0:2) | 5' Koutris · 36' Wahlqvist · 52' Kuluris | Stadion Miejski, Niepołomice Widzów: 2 000 Sędzia: Bartosz Frankowski (Toruń) |
| 18:30 CEST (UTC+02:00)   | Cholewiak 35'       | (0:2) | 79' Lončar                               | Stadion Miejski, Niepołomice Widzów: 2 000 Sędzia: Bartosz Frankowski (Toruń) |

## Występy piłkarzy
| Numer | Zawodnik            | Łącznie | Łącznie | Łącznie | Łącznie | Łącznie      | Łącznie      | Łącznie         | Ekstraklasa | Ekstraklasa | Ekstraklasa | Ekstraklasa | Ekstraklasa  | Ekstraklasa  | Ekstraklasa     | Puchary krajowe i międzynarodowe | Puchary krajowe i międzynarodowe | Puchary krajowe i międzynarodowe | Puchary krajowe i międzynarodowe | Puchary krajowe i międzynarodowe | Puchary krajowe i międzynarodowe | Puchary krajowe i międzynarodowe |
| Numer | Zawodnik            | Minuty  | Występy | Bramki  | Asysty  | Czyste konta | Żółta kartka | Czerwona kartka | Minuty      | Występy     | Bramki      | Asysty      | Czyste konta | Żółta kartka | Czerwona kartka | Minuty                           | Występy                          | Bramki                           | Asysty                           | Czyste konta                     | Żółta kartka                     | Czerwona kartka                  |
| ----- | ------------------- | ------- | ------- | ------- | ------- | ------------ | ------------ | --------------- | ----------- | ----------- | ----------- | ----------- | ------------ | ------------ | --------------- | -------------------------------- | -------------------------------- | -------------------------------- | -------------------------------- | -------------------------------- | -------------------------------- | -------------------------------- |
| 1     | Kewin Komar         | 2700    | 30      | 0       | 0       | 6            | 1            | 0               | 2700        | 30          | 0           | 0           | 6            | 1            | 0               | 0                                | 0                                | 0                                | 0                                | 0                                | 0                                | 0                                |
| 3     | Roman Jakuba        | 3001    | 38      | 3       | 1       | -            | 6            | 0               | 2491        | 33          | 3           | 0           | -            | 5            | 0               | 510                              | 5                                | 0                                | 1                                | -                                | 1                                | 0                                |
| 4     | Dawid Szymonowicz   | 1880    | 24      | 3       | 0       | -            | 6            | 1               | 1760        | 23          | 2           | 0           | -            | 6            | 1               | 120                              | 1                                | 1                                | 0                                | -                                | 0                                | 0                                |
| 5     | Konrad Stępień      | 2202    | 30      | 2       | 2       | -            | 5            | 0               | 2079        | 27          | 2           | 2           | -            | 5            | 0               | 123                              | 3                                | 0                                | 0                                | -                                | 0                                | 0                                |
| 6     | Lee Jin-hyun        | 1647    | 21      | 0       | 2       | -            | 2            | 0               | 1457        | 18          | 0           | 2           | -            | 2            | 0               | 190                              | 3                                | 0                                | 0                                | -                                | 0                                | 0                                |
| 6     | Jani Atanasow       | 982     | 11      | 1       | 0       | -            | 2            | 0               | 785         | 9           | 1           | 0           | -            | 2            | 0               | 197                              | 2                                | 0                                | 0                                | -                                | 0                                | 0                                |
| 7     | Antoni Klimek       | 872     | 15      | 3       | 0       | -            | 1            | 0               | 775         | 13          | 3           | 0           | -            | 1            | 0               | 97                               | 2                                | 0                                | 0                                | -                                | 0                                | 0                                |
| 8     | Piotr Mroziński     | 2260    | 32      | 3       | 0       | -            | 5            | 0               | 1989        | 27          | 3           | 0           | -            | 5            | 0               | 271                              | 5                                | 0                                | 0                                | -                                | 0                                | 0                                |
| 9     | Artur Siemaszko     | 135     | 8       | 1       | 0       | -            | 2            | 0               | 44          | 6           | 0           | 0           | -            | 2            | 0               | 91                               | 2                                | 1                                | 0                                | -                                | 0                                | 0                                |
| 10    | Hubert Tomalski     | 618     | 16      | 0       | 0       | -            | 2            | 0               | 452         | 14          | 0           | 0           | -            | 1            | 0               | 166                              | 2                                | 0                                | 0                                | -                                | 1                                | 0                                |
| 11    | Mateusz Cholewiak   | 1798    | 31      | 3       | 1       | -            | 4            | 0               | 1530        | 27          | 2           | 1           | -            | 2            | 0               | 268                              | 4                                | 1                                | 0                                | -                                | 2                                | 0                                |
| 12    | Mateusz Stępień     | 1261    | 23      | 0       | 1       | -            | 3            | 0               | 1098        | 20          | 0           | 1           | -            | 2            | 0               | 191                              | 3                                | 0                                | 0                                | -                                | 1                                | 0                                |
| 14    | Jakub Serafin       | 3023    | 37      | 1       | 2       | -            | 9            | 1               | 2579        | 32          | 1           | 2           | -            | 8            | 1               | 444                              | 5                                | 0                                | 0                                | -                                | 1                                | 0                                |
| 16    | Michał Walski       | 317     | 13      | 0       | 0       | -            | 0            | 0               | 262         | 11          | 0           | 0           | -            | 0            | 0               | 83                               | 2                                | 0                                | 0                                | -                                | 0                                | 0                                |
| 17    | Mateusz Radecki     | 728     | 22      | 0       | 0       | -            | 3            | 0               | 624         | 20          | 0           | 0           | -            | 1            | 0               | 104                              | 2                                | 0                                | 0                                | -                                | 2                                | 0                                |
| 18    | Michal Sipľak       | 1239    | 19      | 0       | 0       | -            | 3            | 0               | 1123        | 17          | 0           | 0           | -            | 2            | 0               | 116                              | 2                                | 0                                | 0                                | -                                | 1                                | 0                                |
| 19    | Jakub Stec          | 350     | 9       | 0       | 0       | -            | 2            | 0               | 336         | 8           | 0           | 0           | -            | 2            | 0               | 14                               | 1                                | 0                                | 0                                | -                                | 0                                | 0                                |
| 22    | Artur Crăciun       | 2617    | 33      | 5       | 1       | -            | 10           | 1               | 2197        | 29          | 5           | 1           | -            | 9            | 1               | 420                              | 4                                | 0                                | 0                                | -                                | 1                                | 0                                |
| 23    | Patryk Kieliś       | 14      | 1       | 0       | 0       | -            | 0            | 0               | 14          | 1           | 0           | 0           | -            | 0            | 0               | 0                                | 0                                | 0                                | 0                                | -                                | 0                                | 0                                |
| 24    | Jakov Blagaić       | 1050    | 25      | 1       | 0       | -            | 4            | 0               | 905         | 22          | 1           | 0           | -            | 3            | 0               | 145                              | 3                                | 0                                | 0                                | -                                | 1                                | 0                                |
| 27    | Łukasz Sołowiej     | 1276    | 18      | 1       | 1       | -            | 4            | 0               | 954         | 16          | 1           | 1           | -            | 3            | 0               | 322                              | 5                                | 0                                | 0                                | -                                | 1                                | 0                                |
| 28    | Igor Pieprzyca      | 16      | 2       | 0       | 0       | -            | 0            | 0               | 16          | 2           | 0           | 0           | -            | 0            | 0               | 0                                | 0                                | 0                                | 0                                | -                                | 0                                | 0                                |
| 29    | Krystian Okoniewski | 140     | 5       | 0       | 0       | -            | 1            | 0               | 80          | 4           | 0           | 0           | -            | 0            | 0               | 60                               | 1                                | 0                                | 0                                | -                                | 1                                | 0                                |
| 31    | Michał Perchel      | 870     | 9       | 0       | 0       | 2            | 0            | 0               | 360         | 4           | 0           | 0           | 0            | 0            | 0               | 510                              | 5                                | 0                                | 0                                | 2                                | 0                                | 0                                |
| 33    | Dawid Abramowicz    | 2807    | 32      | 1       | 4       | -            | 9            | 0               | 2387        | 28          | 1           | 4           | -            | 8            | 0               | 420                              | 4                                | 0                                | 0                                | -                                | 1                                | 0                                |
| 35    | Michalis Kosidis    | 2223    | 33      | 9       | 2       | -            | 4            | 0               | 1967        | 30          | 8           | 1           | -            | 3            | 0               | 256                              | 4                                | 1                                | 1                                | -                                | 1                                | 0                                |
| 45    | Rok Kidrič          | 15      | 4       | 0       | 0       | -            | 0            | 0               | 5           | 3           | 0           | 0           | -            | 0            | 0               | 10                               | 1                                | 0                                | 0                                | -                                | 0                                | 0                                |
| 63    | Herman Barkouski    | 1124    | 17      | 3       | 3       | -            | 5            | 1               | 969         | 15          | 2           | 3           | -            | 5            | 1               | 155                              | 2                                | 1                                | 0                                | -                                | 0                                | 0                                |
| 67    | Ioan-Călin Revenco  | 874     | 19      | 0       | 0       | -            | 3            | 0               | 777         | 17          | 0           | 0           | -            | 3            | 0               | 97                               | 2                                | 0                                | 0                                | -                                | 0                                | 0                                |
| 70    | Wojciech Hajda      | 785     | 16      | 0       | 0       | -            | 4            | 0               | 613         | 14          | 0           | 0           | -            | 3            | 0               | 172                              | 2                                | 0                                | 0                                | -                                | 1                                | 0                                |
| 77    | Dawid Kogut         | 11      | 1       | 0       | 0       | -            | 0            | 0               | 11          | 0           | 0           | 0           | -            | 0            | 0               | 0                                | 0                                | 0                                | 0                                | -                                | 0                                | 0                                |
| 88    | Gieorgij Żukow      | 577     | 11      | 0       | 0       | -            | 2            | 0               | 440         | 9           | 0           | 0           | -            | 2            | 0               | 137                              | 2                                | 0                                | 0                                | -                                | 0                                | 0                                |

Stan na: 24 maja 2025 r.
Uwagi:
1. Tabela nie uwzględnia meczów towarzyskich.